# Asarum speciosum
Asarum speciosum (R.M.Harper) Barringer – gatunek rośliny z rodziny kokornakowatych (Aristolochiaceae Juss.). Występuje endemicznie w południowo-wschodnich Stanach Zjednoczonych – w Alabamie, na północ od Montgomery.

## Morfologia
LiścieMają kształt od trójkątnego do niemal oszczepowatego.
KwiatyOkwiat ma cylindryczny kształt z wyraźnym zwężeniem w środkowej części, dorasta do 1–2 cm długości oraz 1–2 cm szerokości.
Gatunki podobneRoślina jest podobna do gatunku A. arifolium, ale różni się od niego kształtem liści oraz kształt i wielkością kwiatów.

## Biologia i ekologia
Rośnie w widnych lasach iglastych oraz na bagnach, na terenach nizinnych. Preferuje gleby o kwaśnym odczynie. Kwitnie od kwietnia do maja.